# بيت القوعة (النادرة)

تعديل مصدري - تعديل

بيت القوعة محلة تابعة لقرية المصلول، التابعة لعزلة العارضة بمديرية النادرة إحدى مديريات محافظة إب في الجمهورية اليمنية، بلغ تعداد سكانها 47 حسب تعداد اليمن لعام 2004.